# ドーベル
ドーベル(Dover)はスペイン・マドリード出身のロックバンドである。「ドーバー」、「ドーヴァー」とも表記される。結成は1992年。Doverというバンド名は、当時リャノス姉妹が働いていた、母親の経営するブティックに並んでいたブランド名の響きが良かったことからとったという。ニルヴァーナやR.E.M.などのバンドに影響を受け、曲はすべて英語で書くというスタイルになった。スペインだけでなくヨーロッパ中でもチャートを賑わし、様々なロックフェスティバルにも参加している。

## 概要
- 1995年：1stアルバム「Sister」でデビュー、その後立て続けにアルバムをリリース
- 1997年：9月に2ndアルバム「Devil came to me」で初のゴールドレコード賞、その後各地でプラチナレコード賞を受賞。オンダス賞（最優秀スペインバンド）を受賞する
- 1998年：Loli Jackson Recordsというレーベルを立ち上げる
- 1999年：オンダス賞（最優秀ライヴ）を受賞。同年最優秀スペインバンドに選ばれる
- 2000年：2月に3rdアルバム「Late at Night」でプラチナレコード賞受賞。ヨーロッパ・アメリカツアー（1999-)で、オアシスと競演（メキシコ）。MTVE BEST LOCAL award in Spain受賞
- 2001年：ドイツで4thアルバムからの1stシングル「King George」がワールドラジオチャート1位になる。11月には「King George」が2001年最優秀曲になる（スペインのグラミー賞）

## メンバー
- Cristina Llanos(クリスティーナ・リャノス）：ヴォーカル＆ギター
- Amparo Llanos（アンパロ・リャノス）  　：ギター
- Jesús Antúnez（ヘスス・アントゥネス） ：ドラム
- Samuel Titos (サムエル・ティトス）  ：ベース

クリスティーナとアンパロは姉妹である。

## アルバム
- Sister (1995年)
- Devil came to me (1997年）
- Late At Night (1999年) 輸入盤
- I Was Dead For Seven Weeks In The City Of Angels (2001年)輸入盤
- It's Good To Be Me (2002年) 輸入盤
- Flame (2003年) 輸入盤
- オー!マザー・ロシア - Oh! Mother Russia (2005年) ※日本限定盤。ソリタリーマンレコーズよりリリース。